# Węgielka karmelitanka
Węgielka karmelitanka (Odontosia carmelita) – gatunek motyla z rodziny garbatkowatych. Zamieszkuje Europę. Gąsienice żerują na brzozach, rzadko na olszach. Osobniki dorosłe są aktywne nocą.

## Taksonomia
Gatunek ten opisany został po raz pierwszy w 1798 roku przez Eugeniusa J.C. Espera pod nazwą Phalaena (Bombyx) carmelita. Jako miejsce typowe wskazano Gunzenhausen w Niemczech. Jest gatunkiem typowym rodzaju Odontosia, który został wprowadziony w 1819 roku przez Jacoba Hübnera.

## Morfologia

### Owad dorosły
Motyl o ciele krępej budowy i rozpiętości skrzydeł sięgającej od 40 do 48 mm. Głowa jest zaopatrzona w nieowłosione oczy złożone, krótkie głaszczki i uwstecznioną ssawkę, natomiast pozbawiona przyoczek. Czułki osiągają mniej więcej połowę długości przedniego skrzydła i wykazują dymorfizm płciowy w budowie, będąc ząbkowanymi u samicy, zaś piłkowanymi i obustronnie orzęsionymi u samca. Szeroki tułów porasta wełniste owłosienie. Skrzydło przedniej pary osiąga od 19 do 22 mm długości, a jego krawędź zewnętrzna jest załamana kątowo przy wierzchołku trzeciej odnogi żyłki medialnej, co odróżnia ten gatunek od osobnej węgielki Siewersa. Na tylnej krawędzi tegoż skrzydła leży dobrze rozwinięty ząb z włosowatych łusek. Tło skrzydła przedniego jest brunatnofioletowe do ciemnobrunatnego. Przepaski zębate są niewyraźne, rozjaśnione na białawożółto przy brzegu skrzydła i na przecięciach żyłek. Białawoszare rozjaśnienie obecne jest przy brzegu pola zewnętrznego. Wzdłuż krawędzi zewnętrznej skrzydła leżą ciemne plamy półksiężycowate. Barwa strzępiny jest popielatożółta z ciemnym nakrapianiem. Skrzydło tylne jest szarobrązowe z ciemniejszą nasadą, czarnobrunatną plamą w kącie tylnym i wąską, jasną przepaską przez środek.

### Stadia rozwojowe
Jaja są półkuliste, o wysokości między 0,5 a 0,85 mm. Są w większości brudnobiałe z cienkim, przejrzysto-białym chorionem, z wiekiem ciemniejące. Nie są przykrywane łuskami z odwłoka samicy. Powierzchnia chorionu podzielona jest żeberkami na komórki. Większa część jaja ma żeberka wąskie, węższe niż powierzchnia mikropylowa. W komórkach większej części jaja znajdują się duże aeropyle, znacznie większe od szerokości żeberek. Gąsienica opuszcza jajo wygryzając owalny otwór w jego bocznej części.
Ubarwienie gąsienicy jest zielone z parą jasnych prążków biegnących po bokach ciała.

## Ekologia i występowanie
Owad ten zasiedla lasy liściaste, zwłaszcza brzeziny, ale także lasy mieszane, zagajniki, parki i ogrody. Gąsienice są foliofagami żerującymi na liściach brzóz (w tym brodawkowatej i omszonej), a rzadko olsz. Owady dorosłe nie pobierają pokarmu i są aktywne nocą. Okres lotu motyli przypada w Europie Środkowej na kwiecień i maj, zaś okres żerowania gąsienic na maj i czerwiec. Zimowanie odbywa się w stadium poczwarki.
Gatunek palearktyczny, europejski, znany jest z Hiszpanii, Irlandii, Wielkiej Brytanii, Francji, Belgii, Luksemburgu, Holandii, Niemiec, Szwajcarii, Liechtensteinu, Austrii, Włoch, Danii, Szwecji, Norwegii, Finlandii, Estonii, Łotwy, Litwy, Polski, Czech, Słowacji, Węgier, Białorusi, Ukrainy, Rumunii oraz europejskiej części Rosji. W Polsce gatunek ten jest określany jako bardzo rzadki do nieczęstego. Podawany jest z Pomorza, Dolnego Śląska, Parku Krajobrazowego Międzyrzecza Warty i Widawki, Puszczy Białowieskiej i Bieszczadów. Na „Czerwonej liście gatunków zagrożonych Republiki Czeskiej” umieszczony został jako gatunek narażony na wyginięcie (VU).